# In for Thirty Days
In for Thirty Days er en amerikansk stumfilm fra 1919 af Webster Cullison.

## Medvirkende
- May Allison som Helen Corning
- Robert Ellis som Brett Page
- Mayme Kelso som Mrs. Corning
- Rex Cherryman som Dronsky
- Jay Dwiggins som Carroll